# Allium karelinii
Allium karelinii — вид рослин з родини амарилісових (Amaryllidaceae); поширений у центральній Азії.

## Поширення
Поширення: Казахстан, Киргизстан, Монголія, Китаю — Сіньцзян.